# Frankfurtska burza vrijednosnih papira
Frankfurtska burza vrijednosnih papira (na njemačkom jeziku: Frankfurter Wertpapierbӧrse) najpoznatija je i najznačajnija njemačka te deseta burza vrijednosnih papira u svijetu. Smještena je u Frankfurtu na Majni, u poslovnoj zoni u središtu grada poznatoj i kao Bankenviertel (hrvatski: Bankarska četvrt). U siječnju 2012. godine ukupna vrijednost dionica kompanija koje su kotrirale na ovoj burzi iznosila je 1,3 bilijuna američkih dolara. Burzom upravljaju Deutsche Bӧrse i Scoach Europa.

## Povijest

### Počeci
Korijeni frankfurtske burze sežu još u 9. stoljeće kada je kralj Ludvig Njemački održavao sajmove na kojima se slobodno trgovalo. Do 16. stoljeća Frankfurt se razvio u bogat i dinamičan grad s gospodarstvom koje se uglavnom temeljilo na trgovini i financijskim uslugama. Godine 1585. burza je uvela fiksne devizne tečajeve. Tijekom sljedećih stoljeća frankfurtska burza razvila se u jednu od najznačajnijih svjetskih burzi, uz onu u Londonu i Parizu. Bankari poput Mayera Amschela Rotschilda i Maxa Warburga imali su značajan utjecaj na spomenuti tijek događaja. Godine 1874. burza se seli u novu zgradu na Bӧrsenplatz (hrvatski: Trg burze).

### 20. stoljeće
Godine 1949. Frankfurtska burza vrijednosnih papira postaje glavnom burzom u Njemačkoj te se na njoj osim nacionalnih pojavljuju i strani investitori. Tijekom 1990-ih otvaraju se nove mogućnosti za ulaganje, jer niti Frankfurt nije zaobišao dot-com boom (snažan rast cijena dionica novonastalih informatičkih kompanija). Godine 1993. Frankfurtska burza vrijednosnih papira postaje dijelom (ujedno i okosnicom) Deutsche Bӧrse AG (hrvatski: Njemačka burza d.d.), novom velikom organizacijom za pružanje financijskih usluga, također sa sjedištem u Frankfurtu na Majni.

### Novi milenij
U mjesecu svibnju godine 2011. u potpunosti je ukinut kalsični način trgovanja te je uvedeno elektroničko trgovanje.

## Trgovanje
Trgovanje se u potpunosti odvija elektroničkim putem, uz asistenciju računalnog sustava Xetra. Frankfurtska burza ostvaruje više od 90% ukupnog prometa Njemačke burze te velik dio europskog tržišta vrijednosnih papira. Na burzi kotiraju dionice iz više od 80 zemalja svijeta. Oko polovina su kompanije iz Sjeverne Amerike, slijede Europa, Azija te s malim udjelom Australija i Afrika. 

## Indeksi
Glavni indeks je DAX, ali postoji još nekoliko: DAXplus, CDAX, DivDAX, LDAX, MDAX, SDAX, TecDAX, VDAX te EuroStoxx 50.